# فلوکسوس

مانیفست فلوکسوس, ۱۹۶۳, از جورج مچیوناس.

فلوکسوس نامی گرفته شده از لاتین به معنی "جریان، شار" (اسم)، "جریان سیال" است. فلوکسوس یک جنبش میان رسانه‌ای و یک شبکه بین‌المللی از هنرمندان، آهنگسازان و طراحان برای ترکیب رسانه‌های مختلف هنری در ۱۹۶۰ بود و نوآوری‌های چندی در هنر اجرایی، فیلم و سرانجام ویدئو پدید آورد. این جنبش که هنوز هم ادامه دارد، نقش مهمی در بازشدن تعاریف از هنر ایفا کرده‌است.